# Soembanezen

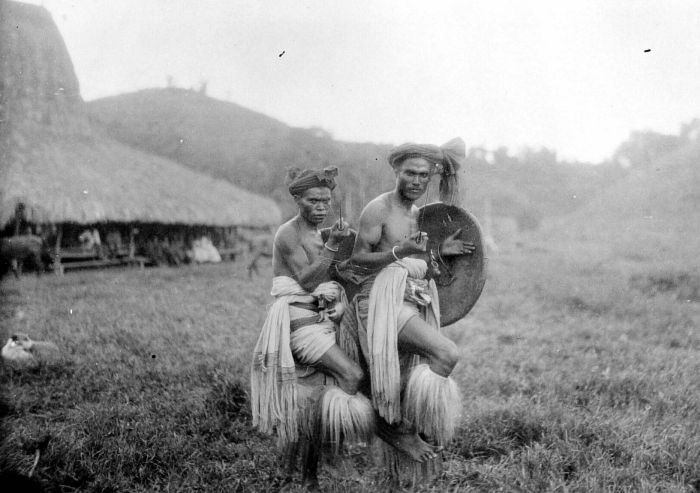
Twee Soembanese mannen dansen de Zaiwo met zwaard en schild

Soembanezen zijn de inwoners van het eiland Soemba. Met de term "Soembanees" wordt zowel de bevolking van Soemba als de oorspronkelijke bevolking van Soemba aangeduid.

## Groepen
De oorspronkelijke bevolking van Soemba bestaat eigenlijk uit meerdere volken, die behoren tot de Austronesische volkeren. De "oer-Soembanees" wordt volgens H.J.T. Bijlmer gekarakteriseerd door de Maleise (proto-maleise of oer-maleise) elementen, terwijl er weinig Melanesische inslag is. Hij meent dat de gehele Soembanese bevolking uit één groep bestaat. Keers spreekt van een vermenging tussen Negrito's en Proto-Maleiers. Op Oost-Soemba onderscheidt zij twee groepen: de Oost-Soembanees (die ook voor een deel met anderen vermengd voorkomt op West-Soemba) en de "Sabunees". Met deze laatste doelt zij niet op de Savoenese immigranten die vanaf de achttiende eeuw naar Soemba kwamen, maar op de oorspronkelijke bevolking die eerst naar Soemba kwam en later deels verder trok naar het eiland Savoe. Op Soemba vermengde deze groep zich met de oorspronkelijke bewoners en men noemt zich zelf nu Soembanees.
De traditionele Soembanese samenleving kende drie sociale lagen: de Maramba (Raja/Koning), de Kabihu (de tussenlaag) en de Ata (slaven).

## Demografie
- Aantal bewoners op Soemba in 2000: 600.000 (1990: 450.000)
- Bevolkingsgroepen: Soembanezen, Savoenezen (immigranten van het eiland Savoe) en Endenezen (uit de plaats Ende op Flores)
- Bevolkingsdichtheid: West-Soemba is dichter bevolkt dan het meer bergachtige Oost-Soemba.

## Religies
Een gedeelte van de Soembanezen hangt het christendom aan. In 1961 telde de Geredja Kristen Sumba ruim 45.000 zielen en de Gereja Katolik Sumba 23.000 zielen. De Zending op Soemba begon al in 1872. Verder zijn er moslims en nog een aantal groepen animisten die geloven in voorouderverering, offerfeesten, de bezieling van dieren en materialen en de waarzegging door de Marapu (priester). Het dagelijkse leven is nog steeds doordrenkt van dit geloof.

## Taal
De oorspronkelijke talen van Soemba behoren tot de Bima-Soembatalen. Het eiland kent hiervan verschillende dialecten. Onderling verstaat men elkaar niet of nauwelijks. De talen kunnen globaal ingedeeld worden in twee grotere taalgroepen, het Kamberaas (taal van de oorspronkelijke bevolking in Oost- en Midden Soemba) en het Wadjewaas (taal van de oorspronkelijke bevolking in West-Soemba).
- Daarnaast wordt er gesproken:
  - Lambojaas (taal van de oorspronkelijke bevolking rond Lamboja op West-Soemba)
  - Savoenees (oostkust)
  - Kodisch (uiterste westen)
  - Maleis was de gemeenschappelijke taal die gebruikt werd door bestuur en zending.
  - Bahasa Indonesia is tegenwoordig de officiële taal.